# とびだせ!ぱにボン
『とびだせ!ぱにボン』は、1995年7月21日にハドソンから発売された、バーチャルボーイ用ゲームソフト。バーチャルボーイのローンチタイトルの1つである。

## 概要
バーチャルボーイ初の落ち物パズルでパズル画面は中央に立体視された敵、その左右にフィールドがある。通常は平面的だが大ダメージなどでいろんなものが飛び出す派手な演出がある。

## システム
本ソフト発売以前に、ぱにボンシリーズでは『ボンバーマン ぱにっくボンバー』と『スーパーボンバーマン ぱにっくボンバーW』がリリースされているが、それらと異なる本作の特徴は主に次の3点が挙げられる。
- 落下物の種類

今までは赤、白、黒、青、緑の5種類のボンバーマンだったが、ハードの制約から赤と黒しか表現できないため、専用のつぶキャラ5組から一つ選んでプレイすることになる。
- 対戦モードがない[1]

バーチャルボーイは専用のコントローラーが1つしか接続できないため、対戦モードが存在しない。
- マルチエンディング

ノーマルエンドルートは、どのキャラに一回でも負けたらノーマルエンドルートに行く。
グッドエンドルートは、プリティボンバー以外のキャラに連勝してプリティボンバーと戦う。

## ストーリー
「呪いの島」と恐れられた、常に霧に囲まれた島「のいのい島」。そこに眠る「黄金のボンバーマン像」を求めて多くの冒険家たちが旅立ったが、いずれも二度と帰ってくることはなかった。「島に眠る3つのメダルを手に入れたものこそ黄金のボンバーマン像を得るにふさわしい」という伝承を頼りに、今、ボンバーマンがのいのい島に向かう。

## キャラクター
（出典:）
ボンバーマン
毎度おなじみの正義のヒーロー。黄金のボンバーマン像を求めて、のいのい島に出発した。
プリティーボンバー
ボンバーマンと同様に、黄金のボンバーマン像を求めて、島のどこかに潜入している。

### しるし遺跡
ボンバーウルフ
しるし遺跡に住む、陽気で明るい性格の持ち主。
バロム
ボンバーマンの最初の相手。
クリン
あまり強くはないが、なめてかかると痛い目を見る。

### ずみみの森
モンスターボンバー
フランケンシュタインの怪物を彷彿とさせるキャラクター。普段はおとなしい性格で、几帳面な攻撃をしてくる。
ブロル
気が強くてケンカっぱやい。
パース
秒間16連射でガンガン攻めてくる。

### つるつる砂漠
ボンバーマミー
つるつる砂漠のピラミッドに潜んでいる。落とすのがとにかく早い。
バケバケ
温泉が大好きなオバケ
フニャ
乾きに弱く、夜ふかしをしていると怒る。

### もいる城
ボンパイア
島のどこかにある「もいる城」で黄金のボンバーマン像を守っている。のいのい島で1番の強者。

## 評価
ファミコン通信クロスレビューでは6、5、5、4の20点。レビュアーは好意的に見れば今までのパズルゲームで活用するテクニックが使え入りやすい、逆転性が強く優勢でもハラハラできるのがいい、ゲームそのものはボンバーマンが多くフィーチャーされていてわかりやすい、だがよくあるぱにポンよくある落ちものパズルとも言えブロックの違いがやや分かりにくい、いつの間にか知らない攻撃を繰り出して疎外感がある、対戦モードがないのは寂しい、妙な奥行き感はあるがシステムに関係はなく立体視の必要性がなくアーケードやスーパーファミコンの方が楽だがVBで落ち物が他にないためいいともした。
Next Generationはゲーム自体は「まとも」「中毒性がある」としたがコンソールの3D機能を活かしておらず複数の部分を区別するために色を使わず遊ぶことはあまり面白くなくバーチャルボーイに適していないとして2/5の星を与えた。GameProは対照的に本作は「バーチャルボーイエンジンを最大に使用する」とした一方で3D効果は「やや弱い」と認めた。レビュアーはゲームプレイを「Zoopやテトリスのように中毒性がある」があると歓迎した。